# Dericorythidae
Famille
Les Dericorythidae sont une famille d'insectes orthoptères.

## Distribution
Les espèces de cette famille se rencontrent en Asie, en Europe du Sud et dans le Nord de l'Afrique.

## Liste des genres
Selon Orthoptera Species File (22 juillet 2018) :
- sous-famille Conophyminae Mistshenko, 1952
  - tribu Conophymini Mistshenko, 1952
    - genre Conophyma Zubovski, 1898
    - genre Conophymopsis Huang, 1983
    - genre Tarbinskia Mistshenko, 1950

  - tribu indéterminée
    - genre Bienkoa Mistshenko, 1950
    - genre Conophymacris Willemse, 1933
    - genre Khayyamia Koçak, 1981
    - genre Plotnikovia Umnov, 1930
    - genre Zagrosia Descamps, 1967
- sous-famille Dericorythinae Jacobson & Bianchi, 1905
  - genre Anamesacris Uvarov, 1934
  - genre Bolivaremia Morales-Agacino, 1949
  - genre Dericorys Serville, 1838
  - genre Farsinella Bey-Bienko, 1948
  - genre Pamphagulus Uvarov, 1929
- sous-famille Iranellinae Mistshenko, 1952
  - genre Iranella Uvarov, 1922
  - genre Iraniobia Bey-Bienko, 1954
  - genre Iraniola Bey-Bienko, 1954

## Publication originale
- Jacobson & Bianchi, 1905 : Orthopteroid and Pseudoneuropteroid Insects of Russian Empire and adjacent countries. Priamokrylyia i lozhnostchatokrylyia Rossiiskoi imperii, p. 1–952.